# Joan Castejón
Joan Ramón García Castejón, Joan Castejón (Elx, Baix Vinalopó, 17 de desembre de 1945) és un pintor, escultor i dibuixant valencià, un dels principals representants del realisme social del Grup d'Elx, a la renovació plàstica valenciana de postguerra. Se solen atribuir les seues habilitats pictòriques a la influència i l'admiració per l'art renaixentista. Castejón té l'habilitat de forjar un estil personal i recognoscible.
Encara que el seu principal mitjà d'expressió és el dibuix, també fa incursions als camps de la pintura, l'escultura i el teatre, disciplina en què va treballar com a actor i com a escenògraf.
La seua obra s'ha exposat als museus més importants de la Comunitat Valenciana, com l'Institut Valencià d'Art Modern, Museu de la Universitat d'Alacant, Col·lecció Martínez Guerricabeitia de la Universitat Politécnica de València, Universitat Miguel Hernàndez d'Alacant, la Fundació Bancaixa, el Centre del Carme de València, o la Lonja de Pescado de Alicante.
| «                     | Castejón va voler expressar l'univers en les vísceres de l'home revelades per la violència, sota el rètol d'un carrer qualsevol i la minutera d'un Omega: la història donava l'hora en punt, i la multitud desemparada es resolia en un poderós esclat de línies i fragments, de volums, bestiaris i màscares". | » |
| — Enrique Cerdán Tato | |   |

## Biografia

### Inicis

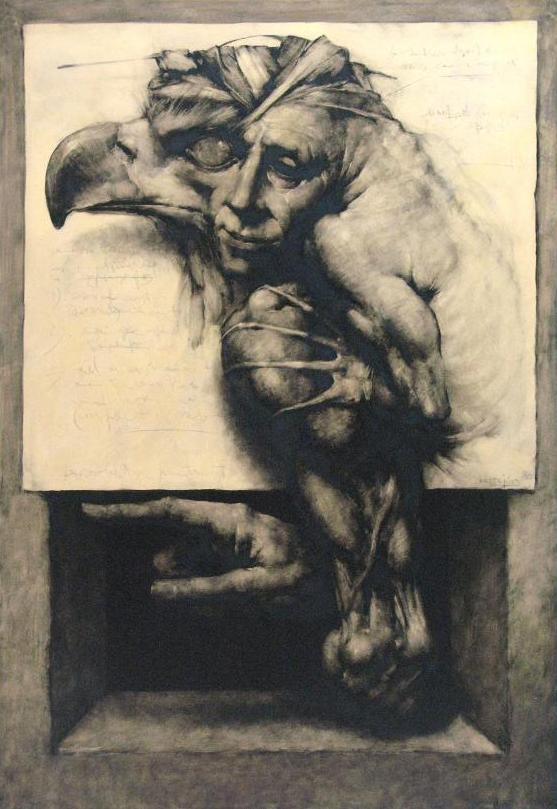
'Mutant d'aguila irreal', cera sobre paper, de Joan Castejon.

Amb setze anys es trasllada a València, on rep formació al Cercle de Belles Arts i a l'Acadèmia de Sant Carles. La seua primera exposició individual en la valenciana Galeria Mateu va ser a 1964. Aquest primer moment de la seua trajectòria (1964-67) pot qualilïcar-se de neofiguratiu. La figura humana (de vegades agrupada en diminutes col·lectivitats atordides) apareix enmig d'espais indefinits, d'intens desemparament monocromàtic desplaçant-se per una atmosfera que els recursos plàstics aconsegueixen fer amenaçant. Els dibuixos corresponents a aquesta etapa de formació, també de temàtica antropomòrfica, anuncien ja els trets peculiars que el caracteritzaran posteriorment: una tensa justesa de línia que desenvolupa forts i vigorosos efectes sobretot en els caps i els nus.

### Presó
Aquest impuls inicial de la seua carrera es va veure truncat, no obstant això, per la traumàtica estada a la presó que li va suposar haver participat en les manifestacions del Primer de Maig del 1967. Fins a 1970 roman a la presó. Aqueix any passa a formar part del Grup d'Elx en la seua segona etapa, en les exposicions del qual participa fins al 1971. Es trasllada a les Canàries on per aquests fets, reingressa en la presó durant set mesos del 1971. Però no abandona el treball creatiu fins al punt que poden xifrar-se al voltant de dos mil els dibuixos amb cera o amb llapis fets en aquest temps, i que defineixen una altra etapa específica de la seua producció inevitablement influïda per aqueixes circumstàncies, singularitzada pel tràgic testimoni del costat fosc i trist deI esser humà sotmès, d'una reclusió el dolor de la qual no s'ha esvaït, com persisteixen encara les ranercs del règim franquista.

### Dénia

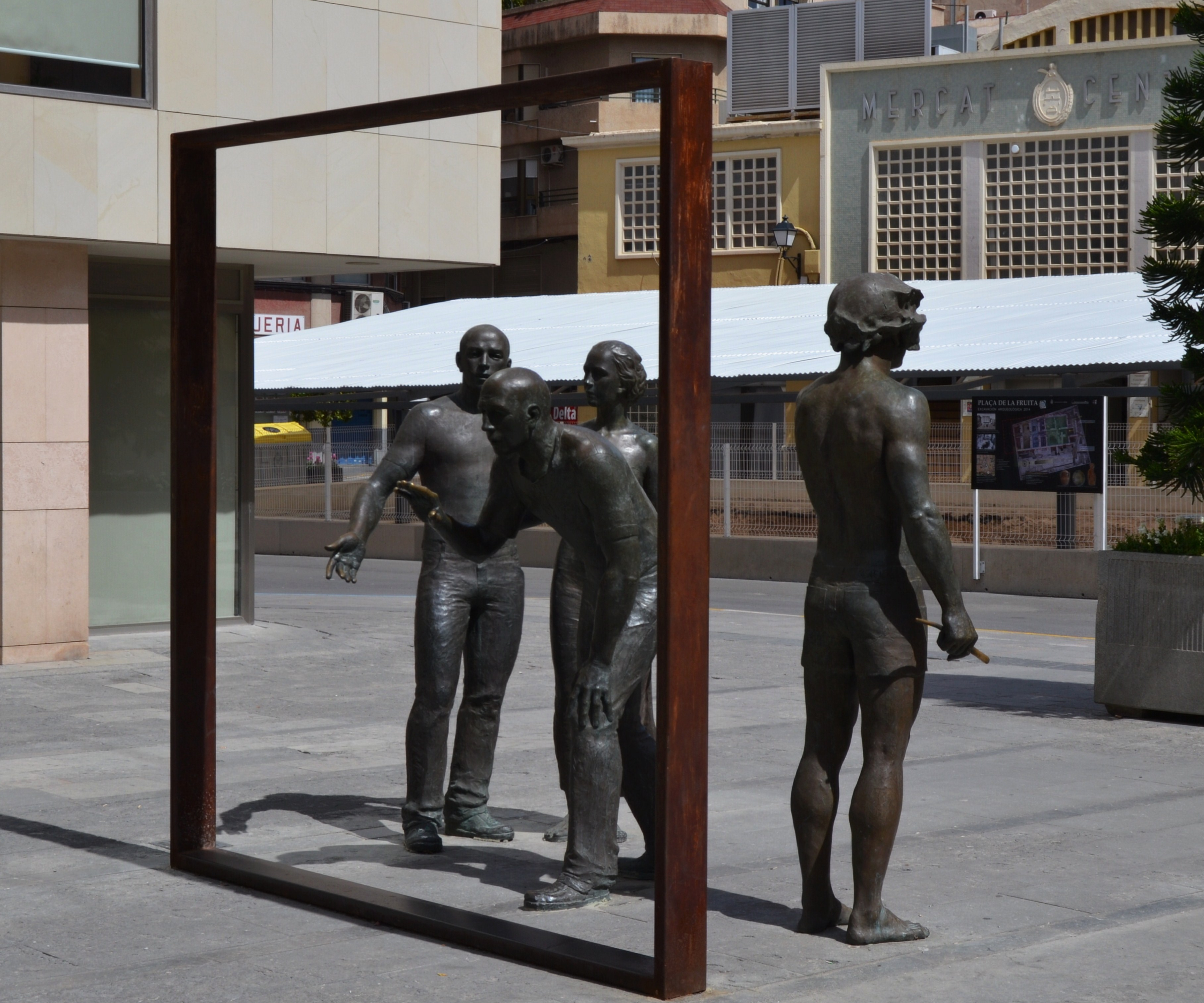
Conjunt escultoric 'Sobre la critica' per Joan Castejon en Elx.

Castejón es casa amb Paca Galván a les illes Canàries i el 1973 torna a València on es reincorpora breument a l'ambient artístic local, ja que un any més tard s'estableix definitivament a Dénia. Des del 1969 ha reprès la pintura, optant per un expressionisme més explícit i colpidor. Seran obres d'una figuració inquietant i expressiva, de notable precisió en els detalls, i en les quals es percep ja tant el caràcter tenebrista com el creixent simbolisme, de vegades surrealista, que caracteritzarà la seua pintura posterior als anys 80, o els homenatges als anys 90. L'home s'ha convertit en referència central de la poètica de la seua obra. Però es tracta d'un home abordat sempre com a matèria tràgica, com una cosa heroica que ha estat vençuda, sotmesa després d'una lluita amb el destí i amb un món advers.
El 1999 Castejón és nomentat fill adoptiu de Dénia.

## Obra

'El Salt', cera sobre paper, 2002, Joan Castejon.

Si hi ha un aspecte que sobreïx en l'obra de Joan Castejón és el seu domini excepcional del dibuix; una mestria palpable també en la seua pintura i que porta a dir José Manuel Caballero Bonald, qui va esser Premi Nacional de les Lletres Espanyoles a 2005 i Premi Príncip d'Astúries 2013, que l'artista "dibuixa com un clàssic i medita com un profeta". L'autor i cronista oficial d'Alacant Enrique Cerdán Tato va escriure al diari El País al voltant de l'obra de Castejón: "va voler expressar l'univers en les vísceres de l'home revelades per la violència, sota el rètol d'un carrer qualsevol i la minutera d'un Omega: la història donava l'hora en punt, i la multitud desemparada es resolia en un poderós esclat de línies i fragments, de volums, bestiaris i màscares".

Per Artur Balder, amb relació a l'obra de Castejón " una condició indispensable de l'obra d'art total, amb una base de representació bé visual, literària o musical, és la seua condició intemporal, és a dir, la seua capacitat per suportar el pas del temps creixent-se a si mateixa, en lloc de sumir-se en l'espasme de la moda, i morir amb ella als pocs anys, i només poder ser apreciada en el seu context, com en una estretor de la Història. Però Castejón, pròxim a l'heroïcitat absoluta en la seua representació de l'humanisme, se li pot atribuir, en la seua qualitat d'artista, l'autoria d'aquests ideals, com va descriure Juan Gil-Albert, "a la llum s'albiren les profunditats d'uns homes gegants, que m'obligaven a retenir l'alè i a meditar.

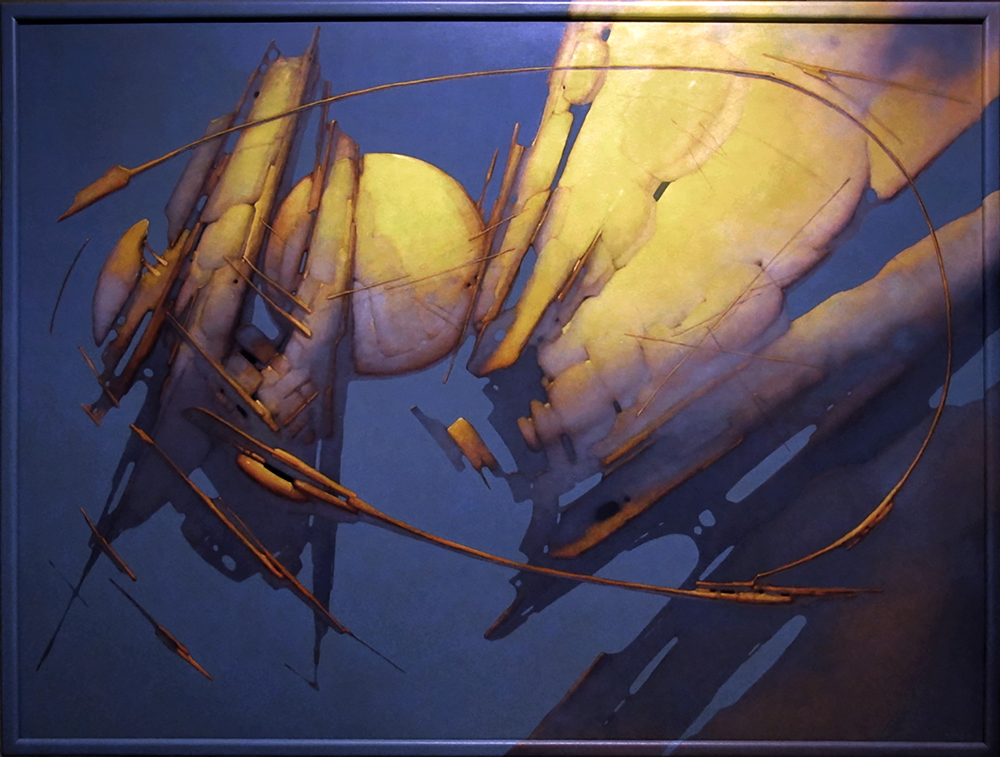
'Paisatge daurat', oli sobre tela, 1993, Joan Castejon.

Martí Domínguez ha publicat a les pàgines de El País al voltant del domini del dibuix en la tècnica de Castejón: "Tota exageració és censurable, i dir que Joan Castejón és possiblement el pintor espanyol que millor domina a hores d'ara l'anatomia humana pot semblar un excés, però no ho és."
Segons el crític Román de la Calle, "el seu drama existencial reflecteix un sòlid compromís moral que transcendeix a qualsevol temptació conjuntura! o políticament pamfletària. Castejón evoca una realitat amb ingredients simbòlics de tint surreal i amb al·legòriques translacions de la seua experiència personal. El virtuosisme del tractament expressionista del cos é's patent".
La seua exposició itinerant "Per a Paca" recorre la província d'Alacant com a homenatge a la seua dona entre 2009 i 2010. Va ser "una mostra retrospectiva de records històrics de la parella. Es tracta d'una exposició abstracta que representa a través de 50 obres, escenes de dolor i sorpresa amb un repàs retrospectiu que permet accedir a diversos moments històrics. Un recurs recurrent d'aquest autor és l'absència de rostres a través de la seua obra que defineix l'aspecte íntim i social de la humanitat.
| «                        | Tu, Castejón, de la lliçó més clara, fill de Rembrand, per on la llum penetra i obre, al teu llenç, I'escletxa de més festa; per tu, el dibuix, de recreada línia, per tu, les nits, Ia rosada del dia. | » |
| — Vicent Andrés Estellés | |   |